# Damasc
Damasc (în arabă دمشق, Dimašq) este capitala Siriei, fiind și cea mai veche capitală a lumii continuu locuită.

## Istoria
Orașul Damasc are o vechime de peste 9.000 de ani. De-a lungul timpului, a fost cucerit de romani, bizantini,  arabi și otomani, fiind astăzi un important centru economic, cultural, comercial și politic.
Damascul a fost prima capitală a noii lumi arabe, a Califatului Omeiad, începând cu anul 636, sub califul Umar. Istoria Damascului și a Siriei este apoi legată de schimbările de dominație arabă din zonă. În 1400, Siria a căzut pentru 100 de ani sub dominația mongolă. Pentru următorii 400 de ani, sirienii au fost ocupați de Imperiul Otoman. Istoria modernă a țării începe în 1946, an din care Siria devine independentă.

## Clima
Clima este în mare parte caldă și aridă cu veri însorite și ierni blânde, uneori cu ploi (în perioada decembrie-februarie) de-a lungul coastei și chiar cu ninsori în partea muntoasă.
Datorită celor  cinci brațe ale râului Barada, care străbat Damascul, temperatura este  relativ moderată chiar și în perioada verii. 

## Demografie
Populația: Damascul numără 1,6 milioane de locuitori. 90% din populație este de religie islamică iar restul de 10% este creștină. Limba oficială este araba. Se mai vorbesc limbile aramaică, circasiană, armeană, franceză și engleză. Moneda este lira siriană emisă în bancnote de 1,5,10,25,50,100,200,500 și 1000 și monezi. Cursul lirei siriene, aproximativ, 1 USD = 52,51 lire. Băncile sunt deschise: sâmbătă - joi între orele 8-14.

## Obiceiuri și interdicții
Obiceiului oferirii de cadouri este foarte bine primit și apreciat. Ei înșiși fac cu plăcere  diverse cadouri musafirilor sau partenerilor de discuții și afaceri. Fotografierea în vecinătatea obiectivelor militare și a stațiilor de transmisii sunt interzise.

## Monumente istorice
- Moscheea Omeiadă
- Capela Sfântului Anania
- Catedrala Adormirea Maicii Domnului
- Citadela Damascului

Renumele orașului intrat în istoria universală prin vechime și vestigii arhitectonice este completat de secretul fabricării oțelului de Damasc. Săbiile celebre în secolele medievale, fabricate la Damasc, sunt pe nedrept uitate. Detaliul de recunoaștere a tehnicii de Damasc sunt cercurile de la suprafața obiectelor. Săbiile din oțel de Damasc sunt foarte rare în lume. Câteva rarisime piese pot fi văzute la Muzeul de istorie din Berna.
Orașul are câteva straturi de istorie suprapuse sau extinse, unele înlocuite. Vechea cetate se află în partea de nord a actualului oraș. Câteva străzi mai amintesc de vechiul cartier creștin, de strada principală a cetății sau de vechea piață. Tot aici este și Capela Sf. Anania. Partea veche a orașului păstrează 8 porți de intrare, în zidul de incintă construită în perioada romană. Alepul este concurentul capitalei Damasc privind vechimea așezării. Masiva citadelă construită pe vechiul sit hitit este un exemplu de arhitectură militară islamică.
Orașul are numeroase moschei impresionante. Souk-ul sau bazarul se întinde pe 16 kilometri de străzi și coridoare presărate cu sute de mici magazine și dughene. Un interes aparte, ca de altfel în toate orașele islamice, îl reprezintă băile publice, „hammam” și vechile case de odihnă.
Piese antice de cultură siriană sunt păstrate în Muzeul Arheologic de la Palmira. Palmira este situată într-o oază, la 215 kilometri în nordul Damascului. În antichitate era numită „Mireasa Deșertulu”. Numele grecesc, Palmira, este o traducere a numelui aramaic, original „Tadmor”, care înseamnă „palmie”. În prezent Tadmor este numele unei mici localități de lângă ruinele cetății. Palmira este menționată în texte din mileniul al II-lea î.Hr., în textele asiriene în Biblie, ca parte a teritoriilor stâpânite de Solomon.

## Personalități marcante
- Alisar Ailabouni, fotomodel
- Apolodor din Damasc, arhitect greco-sirian
- Damascius, filosof neoplatonic
- Ghada al-Samman, scriitoare
- Ibn al-Nafis, savant musulman medieval
- Ibn al-Shatir, astronom medieval
- Ioan Damaschinul, teolog și filosof bizantin
- Michel Aflaq, sociolog și politician, fondator al Partidului Baas Arab Socialist
- Nizar Qabbani, poet și diplomat
- Salah ad-Din al-Bitar, diplomat, politician
- Sofronie al Ierusalimului, patriarh al Ierusalimului în perioada 634-638
- Zakaria Tamer, scriitor